# الخابر
ال خابر یک منطقهٔ مسکونی در یمن است که در استان شبوه واقع شده‌است.